# Miranda (Carabobo)
Pour les articles homonymes, voir Miranda.
Miranda est l'une des quatorze municipalités de l'État de Carabobo au Venezuela. Son chef-lieu est Miranda. En 2011, la population s'élève à 29 092 habitants.

## Géographie

### Subdivisions
La municipalité est constituée d'une seule paroisse civile avec, à sa tête, sa capitale (entre parenthèses) : 
- Miranda (Miranda).